# Poema Sujo
Poema Sujo é o título de um poema – e também da obra em que foi publicado – do escritor brasileiro Ferreira Gullar. Foi escrito no período do exílio do autor na Argentina, entre maio e outubro de 1975.

## Histórico
Quando divulga, em 1975, o “Poema Sujo”, que marcaria seu apogeu, Gullar encontrava-se limitado à Argentina; seu passaporte cancelado em todas as páginas,  pois havia sido limitado pelo Brasil por lutar contra a ditadura militar, inclusive seu livro trata-se disso, lutas,miséria, pobreza... Pensando ser iminente sua morte, escreve convulsivamente, remetendo ao passado e dissecando sua condição e a situação em que se encontravam Brasil e América Latina.
A obra, escrita durante o exílio imposto a grande parte da intelectualidade brasileira, foi inicialmente lida pelo autor na casa de Augusto Boal em Buenos Aires, no ano de 1975, a pedido do poeta Vinicius de Moraes - que gravou o recital e, a partir daí, promoveu uma série de recitais onde os versos eram ouvidos por plateias diversas.
Essa divulgação antecedeu sua efetiva publicação em livro, que ocorreu em 1976, ainda durante o exílio do autor, pelo editor Ênio Silveira.
Em 2011, a obra inspirou a vídeo instalação "Há muitas noites na noite", dirigida por Silvio Tendler. Em 2015, o poema inspirou uma série documental, também denominada: "Há muitas noites na noite", com sete episódios com 26 minutos cada, exibida na TV Brasil entre dezembro de 2015 e janeiro de 2016, também dirigida por Silvio Tendler.
No mês de agosto de 2016 o livro é reeditado pela editora Companhia das Letras com textos de apresentação do próprio Gullar e do poeta Antonio Cícero.

## Estilo
É um texto de composição complexa, ao mesmo tempo tempo lírico e narrativo. Em entrevista de março de 1977 concedida a Clarice Lispector para a revista Fatos & Fotos, Ferreira rejeitou, a princípio, que o livro fosse "o ponto culminante do concretismo" (como avaliou o cineasta e escritor Glauber Rocha) dizendo: "Eu mesmo nunca fiz concretismo, já que meus poemas, naquela época, destoavam da concepção ortodoxa dos paulistas que lançaram o movimento. As coisas que escrevia, então, davam continuidade à minha própria experiência, onde já havia a utilização dos elementos visuais. O Poema sujo incorpora toda a minha experiência formal e, no aspecto gráfico, se liga ao neoconcretismo. Conversando posteriormente com Glauber, soube que ele nessa frase, usando a expressão concretismo, incluía a poesia neoconcreta".